# Ирако-кувейтские отношения
Ирако-кувейтские отношения — двусторонние дипломатические отношения между Ираком и Кувейтом. Протяжённость государственной границы между странами составляет 254 км.

## История
После провозглашения независимости Кувейта в 1961 году президент Ирака Абдель Керим Касем заявил, что Кувейт является неотъемлемой частью Ирака.
По окончании ирано-иракской войны 1980-1988 годов, Ирак сумел сохранить территориальную целостность, но остался с огромными долгами. Ирак в значительной степени финансировался в ведении боевых действий за счет внешних займов, образовалась задолженность в 37 млрд. долларов США кредиторам в Персидском заливе. В 1990 году президент Ирака Саддам Хусейн призвал Объединённые Арабские Эмираты и Кувейт простить долг Ираку так как его страна воевала для защиты Аравийского полуострова от иранского экспансионизма, но его призывы остались без ответа. Отказ государств Персидского залива простить военные долги Ирака способствовали решению Саддама Хусейна предъявить территориальные претензии к богатому, но слабому в военном отношении Кувейту. Затем Кувейт вновь отверг требования Саддама о списании долга, когда поднялся вопрос о принадлежности ряда островов в Персидском заливе. 
После того, как Кувейт отказался уступать территорию Ираку, произошло вторжение этой страны и оккупация территории Кувейта. Кувейт не смог ничего противопоставить серьёзно измотанным войной с Ираном вооружённым силам Ирака и страна быстро была оккупирована. Вторжение в Кувейт привело к эмбарго и санкциям в отношении Ирака со стороны Совета Безопасности Организации Объединенных Наций. Возглавляемая США коалиция осуществила вторжение в Кувейт, война началась 16 января 1991 года и закончилась поражением Ирака и отступлением иракских войск из Кувейта 28 февраля 1991 года.
14 января 2011 года кувейтский премьер-министр впервые после окончания боевых действий посетил Ирак. Обе страны назвали это серьезным шагом для нормализации отношений после военного конфликта. Ирак должен Кувейту 21,7 млрд. долларов США репараций за ведение вооружённых действий против этой страны, но премьер-министр Кувейта согласился простить этот долг для возможности установления добрососедских отношений между государствами.